# AlpspiX
AlpspiX — сталевий оглядовий майданчик, розташований на висоті 2050 м над рівнем моря поблизу вершини гори Остерфельдкопф (2057 м), в гірському масиві Веттерштайн, Баварія, поряд з верхньою станцією канатної дороги Альпшпіцбан (нім. Alpspitzbahn).
З майданчика відкривається панорама гори Цугшпітце, Веттерштайнf, північної частини гори Альпшпітце та долини Гелленталь унизу.
AlpspiX складається з двох 24-метрових сталевих консолей, що на 15 метрів виступають від скелі. Загальна вага конструкції становить 60 тонн, тестове навантаження 46 тонн. Схрещені між собою консолі утворюють в плані X-подібну конструкцію, але лежать в різних площинах. Виконана з сталевої сітки прозора підлога дозволяє бачити долину Гелленталь, що лежить під майданчиком на глибині близько 1000 метрів. Для забезпечення унікальної панорами в напрямку гори Цугшпітце, металева огорожа консолі закінчується похилими скляними панелями.

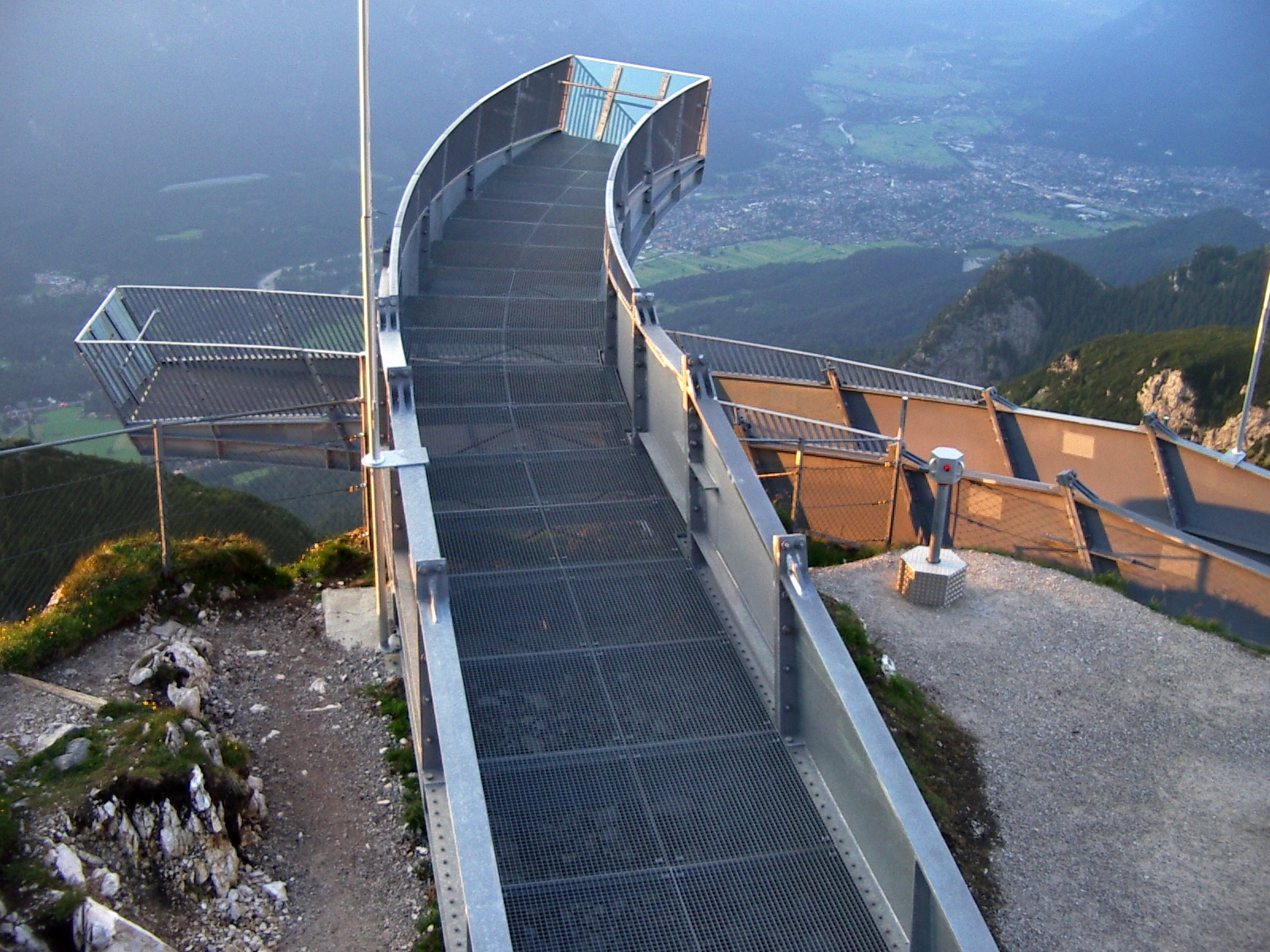

Назва оглядової платформи походить від сусідньої гори Альшпітце (нім. Alpspitze) та «X».
Замовник споруди, компанія Bayerische Zugspitzbahn AG, витратив на будівництво близько 250 000 євро і впевнений, що AlpspiX сприятиме подальшому зростанню туристичної привабливості пішохідної зони навколо Альпшпітце.
AlpspiX ще на стадії будівництва неодноразово провокував запеклі протести природоохоронних та екологічних організацій, насамперед, Mountain Wilderness. На думку протестувальників, AlpspiX є спотворенням чудового баварського гірського світу, такі оглядові майданчики доречні лише в інтенсивно розвинених туристичних районах, за умови, що ці споруди об'єднані з наявною інфраструктурою. Німецька Альпійська спілка також тримається думки, що на першому плані повинна бути не туристична привабливість, а збереження первинної природності.
Прихильники, зокрема губернатор Верхньої Баварії Крістоф Хілленбранд, стверджували, що нова платформа значною мірою підвищить привабливість гір Веттерштайн. Представники AlpspiX також стверджували, що платформа та пригодницька стежка до вершини зроблять гори більш доступними.